# El Siubès
El Siubès és un edifici del terme de Les Encies, al municipi de les Planes d'Hostoles (Garrotxa), inclòs a l'Inventari del Patrimoni Arquitectònic de Catalunya.

## Descripció
Es tracta d'una masia situada dalt de la carena que separa la Vall de Llémena de la Vall d'Hòstoles. Està formada per diversos cossos d'edifici bastits en moments constructius diferents. El cos principal disposa de baixos i pis superior, en el que destaca una gran eixida orientada a migdia.
Es trobava en estat lamentable, amb molts dels seus cossos en runes. Voltaven el mas un gran nombre de cabanes i pallisses i una edificació que bé podia haver estat un colomar. Actualment és arreglada i amb activitat de restauració.
Es conserven tres llindes en mal estat, a la de la porta de ponent, es pot veure la inscripció "SOLER / ME FECIT" i un triangle amb una creu al mig. Una altra llinda, emblanquinada, diu: "… V E L III / M E ……"
Hi ha referències històriques d'aquest mas (Mas Siubès de les Encies) des del Segle XIII, amb la família Siubès.